# Les Inrockuptibles
Les Inrockuptibles ist eine monatlich erscheinende französische Kulturzeitschrift mit Schwerpunkt auf Rockmusik. Die Zeitschrift wird auch verkürzt Les Inrocks genannt.
Sie wird von dem Verlag Les Éditions Indépendantes in Paris herausgegeben und hatte im Jahre 2011 eine Auflage von 58.822. Neben der Kultur beschäftigt sich die Zeitschrift auch mit politischen und gesellschaftlichen Themen und kann politisch dem linken Spektrum zugeordnet werden.
Der Name ist ein Neologismus auf das Wort Les Incorruptibles (dt. die Unbestechlichen), der das Wort Rock enthält.

## Geschichte
Anfang der 1980er Jahre produzierte Christian Fevret Rockmusiksendungen auf dem Freien Radio CVS Versailles, eine der Sendungen hatte bereits den Namen « Les Inrockuptibles ». Da seiner Meinung nach die damaligen Musikzeitschriften den neueren Gruppen nicht genügend Platz einräumten und CVS die Radiosendung einstellte, entstand mit Arnaud Deverre der Plan, ein Fanzine unter dem gleichen Namen zu veröffentlichen.
Die erste Ausgabe im Jahr 1986 hatte Chris Isaak auf dem Titelbild. Die Zeitschrift erschien am Anfang vierteljährlich und war auf Rockmusik spezialisiert. Sie bestand ausschließlich aus Interviews und Schwarzweißbildern, der Stil war für eine Musikzeitschrift sehr nüchtern. Ein Jahr später machen sie das allerletzte Interview mit The Smiths, in denen Sänger Morrissey die Auflösung der Gruppe bekannt gibt.
Zunehmend öffnete sich Les Inrockuptibles anderen kulturellen Themen, insbesondere dem Kino und der Literatur. Einen Wendepunkt
stellte hierbei 1991 die Titelseite mit dem Filmregisseur Leos Carax dar.
Seit 1995 erschien die Zeitschrift wöchentlich und erweiterte gleichzeitig ihr Spektrum auf gesellschaftliche und politische Themen.
Mit Michel Rocard war in diesem Jahr zum ersten Mal ein Politiker auf dem Titelbild.

## Weitere Aktivitäten
- Unter dem Titel Les Inrocks 2 erschienen mehrere Sonderausgaben der Zeitschrift, die ausschließlich einem Künstler gewidmet sind, zum Beispiel für The Clash, Radiohead und Bob Marley. Außerdem wurden für manche Interpreten Tributealben veröffentlicht, zum Beispiel I'm Your Fan für Leonard Cohen 1991, The Smiths Is Dead 1996 und Monsieur Gainsbourg revisited 2006.
- Seit 1990 organisiert die Zeitschrift das Musikfestival Le Festival des Inrockuptibles, das in Paris und anderen größeren französischen Städten stattfindet. Auf dem Festival treten sowohl neuere als auch bekanntere Gruppen auf.
- Eine argentinische Version der Zeitschrift wird seit 1996 in spanischer Sprache unter dem Namen Los Inrockuptibles veröffentlicht.[5]
- Seit 2002 gibt es einen Wettbewerb für noch unbekannte Musiker, zunächst unter dem Namen « CQFD » (Ceux qu'il faut découvrir), seit 2011 unter dem Namen « inRocKs lab ».[6]
- Die Musikjournalisten der Zeitschrift waren regelmäßige Gäste in der Musiksendung von Bernard Lenoir auf Radio France Inter, die eine Zeitlang auch L'Inrockuptible hieß.[7]

## Sonstiges
- Am 13. November 2015 kam der Journalist und Leiter der Abteilung Metal, Guillaume B. Decherf, bei den Anschlägen von Paris ums Leben, als er ein Konzert der Eagles of Death Metal besuchte.[8]